# Berlanga de Duero
Berlanga de Duero település Spanyolországban, Soria tartományban. Berlanga de Duero Bañuelos, Retortillo de Soria, Recuerda, Quintanas de Gormaz, Bayubas de Abajo, Tajueco, Valderrodilla, Fuentepinilla, Centenera de Andaluz, Velamazán, Caltojar, La Riba de Escalote és Arenillas községekkel határos. Lakosainak száma 831 fő (2024).

## Népesség
A település népessége az elmúlt években az alábbi módon változott:
| Lakosok száma | 1145 | 1099 | 1056 | 1021 | 981  | 983  | 902  | 856  | 870  | 831  |
|               | 2001 | 2004 | 2007 | 2009 | 2012 | 2014 | 2017 | 2019 | 2022 | 2024 |